# Friderich Adolph Schleppegrell
Friderich Adolph von Schleppegrell (28 de junio de 1792 - 25 de julio de 1850) fue un oficial militar danés-noruego.

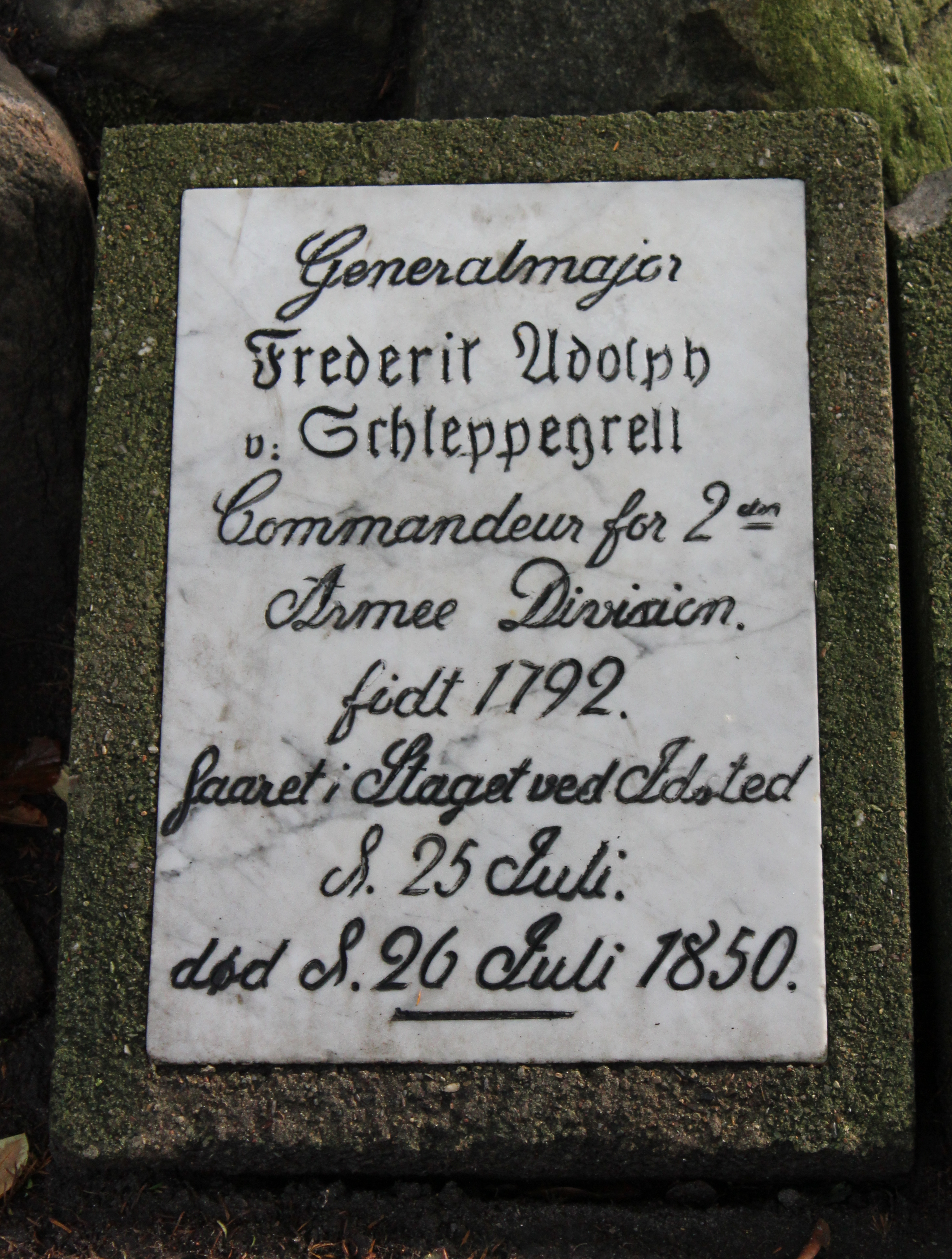
Lápida

Hijo del Teniente Coronel Otto Heinrich von Schleppegrell (1729-1808) y de Cathrine Abigael Zimmer (1750-1836), era nacido en Brunlanes. Se convirtió en oficial militar en 1807, y tomó parte en la guerra de las cañoneras por Dinamarca-Noruega. Cuando Noruega se independizó de Dinamarca, para entrar en unión personal con Suecia en noviembre de 1814, Schleppegrell cambió su lealtad en favor de Dinamarca.
Para 1848 había sido promovido a Mayor General. El mismo año, estalló la Primera Guerra de Schleswig. Schleppegrell destacó en las batallas de Nybøl, Dybbøl y Fredericia, pero cayó el 25 de julio de 1850 tras la batalla de Isted. Fue enterrado en Flensborg. El memorial consistente en el León de Isted está parcialmente dedicado a Schleppegrell.